# Cyathea lindigii
Cyathea lindigii là một loài thực vật có mạch trong họ Cyatheaceae. Loài này được (Baker) Domin mô tả khoa học đầu tiên năm 1929.